# 2577 Litva
2577 Litva è un asteroide della fascia principale. Scoperto nel 1975, presenta un'orbita caratterizzata da un semiasse maggiore pari a 1,9044460 au e da un'eccentricità di 0,1379755, inclinata di 22,90604° rispetto all'eclittica.
L'asteroide è dedicato alla Lituania, attraverso la romanizzazione dell'esonimo in russo.
Un primo studio del 2009 ne ha ipotizzata la probabile natura binaria, senza tuttavia assegnare un nome pur provvisorio al satellite. Un successivo studio del 2012 ha accertato la presenza di un satellite, a cui è stata assegnata la designazione provvisoria S/2012 (2577) 1, che sarebbe distinto dal precedente e quindi 2577 Litva potrebbe essere un sistema triplo.
La componente principale del sistema ha una dimensione di 4 km, il satellite accertato, che percorre un'orbita a 378 km in 214 giorni, una dimensione di 1,2 km e, infine, il satellite non accertato, che percorrerebbe un'orbita a 21 km in 1,495 giorni, una dimensione di 1,4 km.